# An Trạch, Lâm Phần
An Trạch (chữ Hán giản thể: 安泽县, âm Hán Việt: An Trạch huyện) là một huyện thuộc địa cấp thị Lâm Phần, tỉnh Sơn Tây, Cộng hòa Nhân dân Trung Hoa. Huyện An Trạch nằm ở phía nam của Sơn Đông, là quê hương của Tuân Tử thời Xuân Thu. Tên cổ của An Trạch là Nhạc Dương. Huyện này có dân số 70.000 người. Huyện An Trạch nằm trên cao nguyên hoàng thổ, có nguồn tài nguyên rừng và than đá phong phú.